# Uukwangula
Uukwangula ist eine Siedlung im Wahlkreis Okatana in der Region Oshana im Norden Namibias. Die Siedlung hat etwa 50 Einwohner. Uukwangula liegt 10 Kilometer westlich der Regionalhauptstadt Oshakati.
Der Ort verfügt über ein Sportstadion und hat seit 2003 den Status einer Siedlung.